# Серапіон (Александровський)
Митрополит Серапіон (в миру Стефан Сергійович Логиновський (Александровський); *22 липня 1747, Александровська слобода — †14 вересня 1824, Київ) — російський релігійний діяч в Україні. Єпископ Дмитровський, вікарій Московської єпархії МПЦ; згодом митрополит Київський і Галицький синодальної Московської православної церкви (1804–1822). Протектор Києво-Могилянської академії у добу її русифікації. Наставник українського церковного діяча Авксентія Галинського.

## Біографія
Народився у родині православного священника синодальної (безпатріаршої) Московської церкви 22 липня 1748 року на корінних землях фіно-угорського народу меря (м. Александров Володимирської губернії, тепер Володимирська область Російської Федерації).
У 1759—1770 роках навчався у Троїцько-Сергіївській семінарії Московської православної церкви, де зазнав глибокого впливу українських релігійних педагогів, залишений там викладачем. При вступі до семінарії отримав прізвище Александровський (при народженні мав прізвище Логиновський).
8 лютого 1771 року прийняв чернечий постриг з іменем Серапіон і призначений проповідником Московської слов'яно-греко-латинської академії, де тоді панували українські педагоги з Києво-Могилянської академії. У 1775 році отця Серапіона Александровського висвячено на ігумена Московського Хрестовоздвиженського монастиря, а у 1776 році переміщено ігуменом Московського Знаменського монастиря, у 1779 році — архімадрит Московського Богоявленського монастиря.
З 1785 року — цензор церковних видань.
11 червня 1788 року висвячений на єпископа Дмитрівського, вікарія Московської єпархії МПЦ.
16 жовтня 1799 року призначений на щойно створену Калузьку єпархію, але не виїхав туди, оскільки 21 жовтня 1799 року одержав нове призначення і був висвячений на архієпископа Казанського і Симбірського у Татарстані.

### Діяльність в Україні
11 грудня 1803 року став першим в історії московитом, якого було посаджено на стародавню митрополичу катедру Києва. Офіційний титул — митрополит Київський і Галицький (у складі Московської православної церкви). Тоді ж обраний членом Синоду МПЦ. Прибув до України у лютому 1804 року.
Призначений на посаду протектора Києво-Могилянської академії у добу її активної русифікації. Запровадив однаковий рівень матеріального утримання для іноземних студентів та кандидатів у священники, які приїздили до Києва з інших єпархійних семінарій.
У 1806 році склав проєкт розвитку КМА, який, за В. Аскоченським, «должен остаться навсегда, как памятник его просвещенной заботливости о древнейшем в нашем отечестве училищь».
За розпорядженням митрполита Серапіона, після прилюдних іспитів у 1806 році 124 найкращі студенти КМА були нагороджені книгами з академічної бібліотеки з відміткою «за старанність й успіхи в навчанні», а викладачі з 1807 року одержували подвійну заробітну платню. З пожертвувань на КМА виділялись кошти для допомоги бідним студентам.
Після спустошливої пожежі у 1811 році митрополит Серапіон розпорядився видати Академії 8000 рублів з коштів Лаврської друкарні, дозволив розпочати збирання добровільних пожертвувань (зокрема, сам перший вніс 2000 рублів) на оновлення академічного конгрегаційного корпусу. Ремонт і реставрацію проведено за проєктом архітектора Андрія Меленського протягом 1812—1815 років. Весною 1812 року на ці потреби було виділено ще 29 863 рублів.
З 1814 року — почесний член правління Санкт-Петербурзької духовної академії.
24 січня 1822 року його відправлено на спочинок. Помер 10/14 вересня 1824 року. Похований у Київському Софійському соборі.